# Spongiocaris goyi
Spongiocaris goyi is een tienpotigensoort uit de familie van de Spongicolidae. De wetenschappelijke naam van de soort is voor het eerst geldig gepubliceerd in 2007 door Ortiz, Lalana & Varela.